# Gypona nasua
Gypona nasua är en insektsart som beskrevs av Delong och Freytag 1975. Gypona nasua ingår i släktet Gypona och familjen dvärgstritar. Inga underarter finns listade i Catalogue of Life.